# Saquisilí (kanton)
Saquisilí – kanton w Ekwadorze, w prowincji Cotopaxi. Stolicą kantonu jest Saquisilí.